# Látrabjarg
Látrabjarg is een klif, gelegen op de landtong Bjargtangar, het meest westelijke puntje van IJsland en het meest westelijke punt van het Europese continent. De kliffen worden bewoond door miljoenen vogels, waaronder papegaaiduikers, jan-van-genten, zeekoeten en alken. Van de alk woont 40% van de wereldpopulatie op deze klif. Het is Europa's grootste vogelklif: 14 kilometer lang en tot 440 meter hoog.

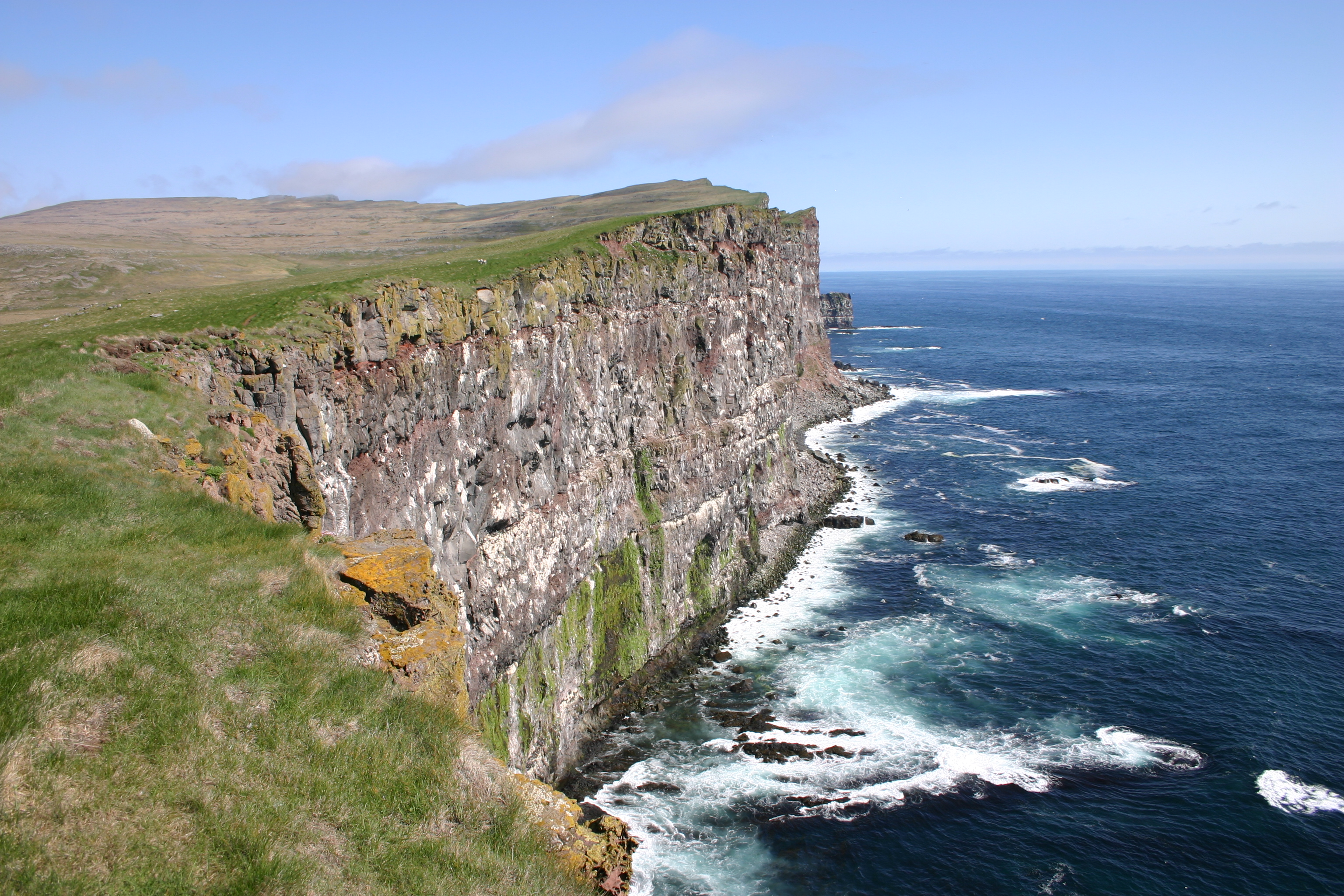
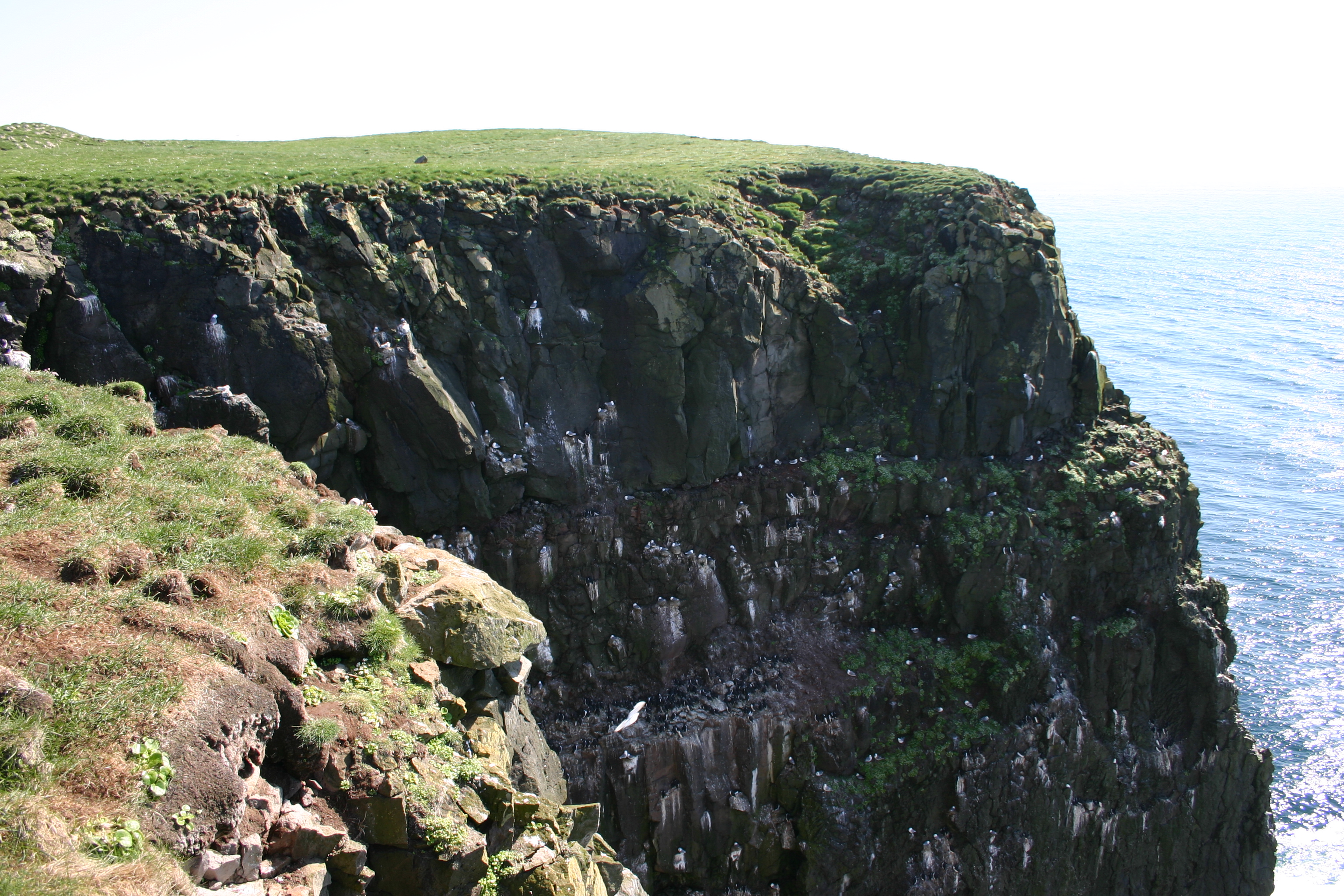
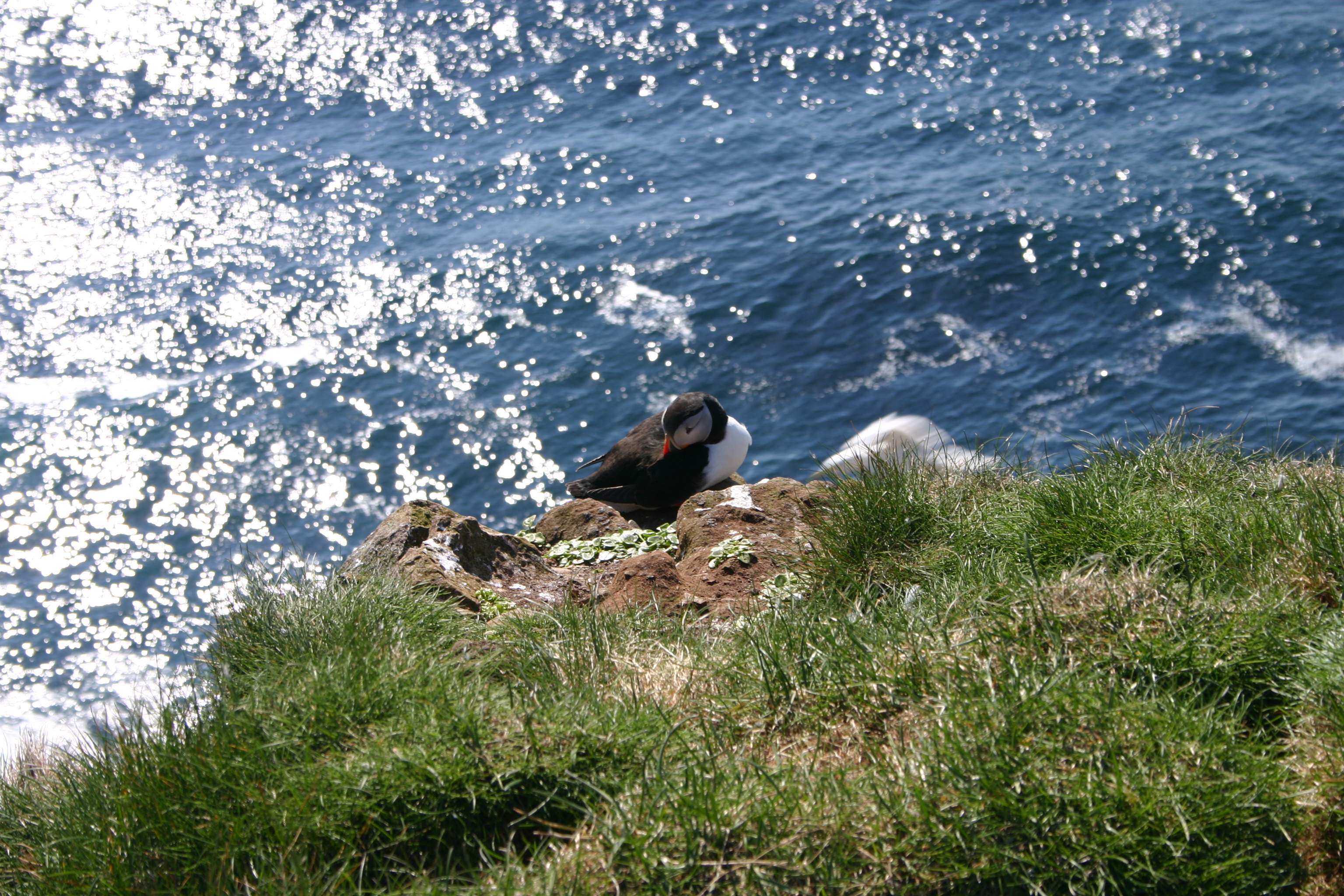

De dichtstbijzijnde plaats is Patreksfjörður.